# انتخابات مؤتمر الحزب الجمهوري في نيفادا 2012
انتخابات مؤتمر الحزب الجمهوري في نيفادا 2012 اُقيمت في 4 فبراير. وهي انتخابات مغلقة واُعلن ميت رومني فائزا. وهناك 400،310 ناخبا جمهوريا مسجلا يصوتون ل28 مندوبا والذين بدورهم سينتخبون المرشح الجمهوري.

## وصلات خارجية
- الحزب الجمهوري في نيفادا